# Agam (huyện)
Agam (huyện) là một huyện (kabupaten) thuộc tỉnh Tây Sumatra, Indonesia. Huyện lỵ đóng ở Lubuk Basung. Huyện có diện tích 2232,3 km2, sân số theo điều tra năm 2000 là 419.800 người. Huyện có hồ Maninjau, một miệng núi lửa.

## Các đơn vị hành chính
Huyện gồm có 15 phó huyện hành chính (kecamatan) sau:
Ampek Nagari, Banuhampu, Baso, Candung, IV Angkat, IV Koto, Kamang Magek, Lubuk Basung, Matur, Palembayan, Palupuh, Sungai Puar, Tanjung Mutiara, Tanjung Raya, and Tilatang Kamang
Tổng cộng có 81 làng.